# 葱莎

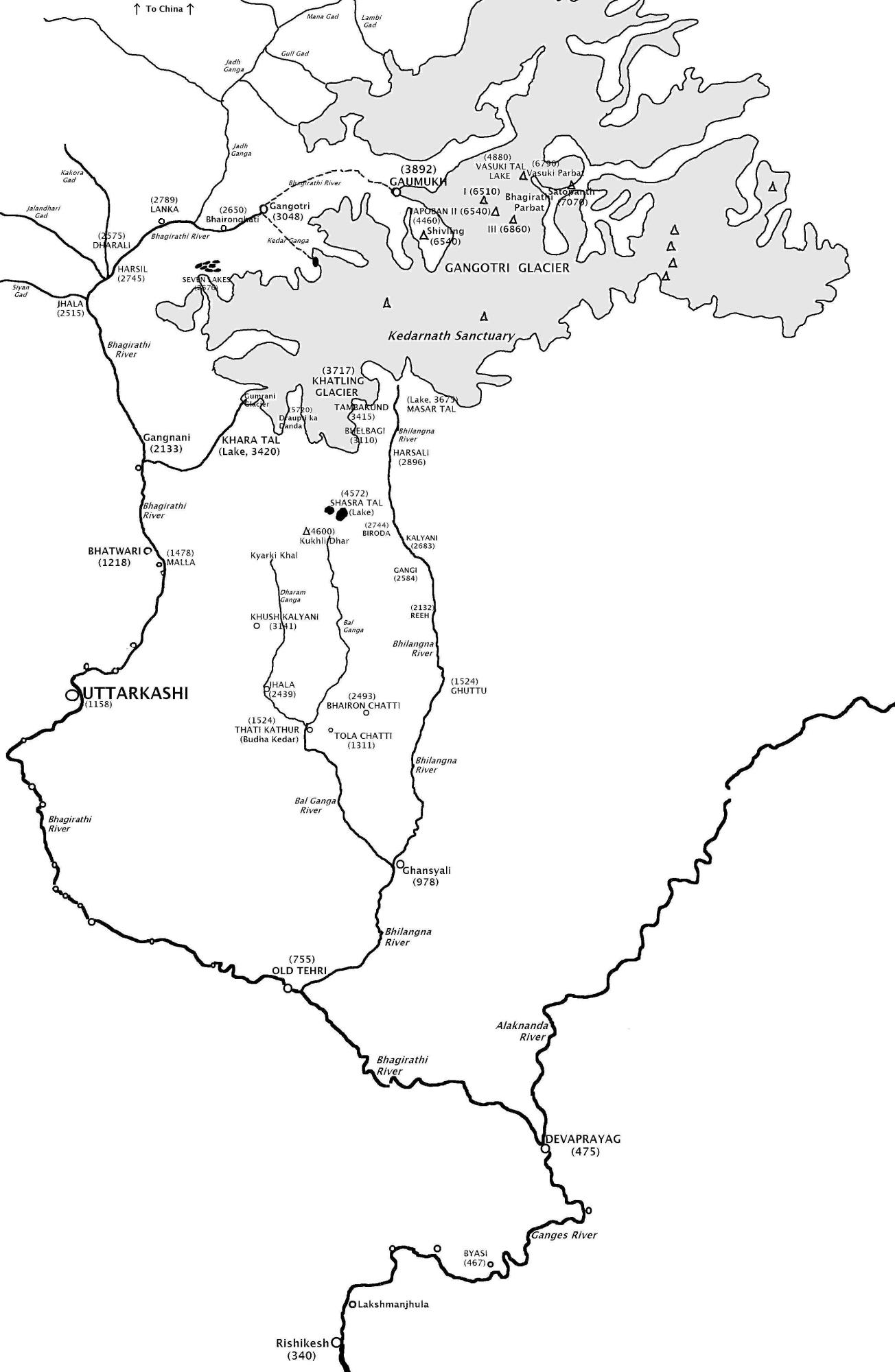
甲扎岗噶河

葱莎(印度称为讷郎；Nelang)（藏語：རྒྱལ，威利转写：Tshong-sa），藏文意为“市场”，历史上为中国西藏与印度北阿坎德邦的边境贸易场所之一，是目前被印度实际控制的桑、葱莎、波林三多地区属北阿坎德邦北卡什县东北边境的一个小山村，位于甲扎岗噶河畔，坐标为31°06′45.5″N 79°00′16.1″E / 31.112639°N 79.004472°E，由此往西约1公里越过讷郎山口(Nelang Pass，公贡桑巴通道，中国主张的该地域中印分界线)之后约1.5公里，就是印度与中国有领土争议的小村子度母谷。

## 领土争议
中国认为，位于甲扎岗噶河流域的桑、葱莎、波林三多地区是中国领土，属于西藏阿里地区札达县托林镇波林村管辖。该地区面积约1451平方公里，目前被印度实际控制。